# Hartenstrijd (film)
Hartenstrijd is een Nederlandse romantische komedie uit 2016, het speelfilmdebuut onder regie van Janice Pierre. Hoewel de titel lijkt op die van Hartenstraat (2014), is het geen direct vervolg op deze film. Enkel Georgina Verbaan keert terug als de ietwat labiele Mara, en Sieger Sloot als Jacob.

## Verhaal
Tina (Jennifer Hoffman) is even helemaal klaar met de liefde en wil geen man meer in haar leven. Dan komt ze kroegbaas Sven (Tibor Lukács) tegen. Hij heeft op zijn beurt een weddenschap gesloten met goede vriend Dennis (Oscar Aerts) dat hij heus een vriendschap met een vrouw kan hebben zonder met haar het bed in te duiken. Wat begint als een spelletje voor Tina en Sven mondt uit in een heuse zoektocht naar ware liefde.

## Rolverdeling
| Acteur              | Personage |
| ------------------- | --------- |
| Jennifer Hoffman    | Tina      |
| Tibor Lukács        | Sven      |
| Oscar Aerts         | Dennis    |
| Eva van de Wijdeven | Fleurtje  |
| Anniek Pheifer      | Merel     |
| Georgina Verbaan    | Mara      |
| Loek Peters         | Hans      |
| Willeke Alberti     | Els       |
| Cees Geel           | Arie      |
| Murth Mossel        | Clyde     |
| Alexandra Alphenaar | Achtje    |

## Muziek
Voor de film maakten Nick & Simon en Laura een lied met dezelfde titel, dat een erg bescheiden hit in Nederland was.